# シティターミナルゾーン

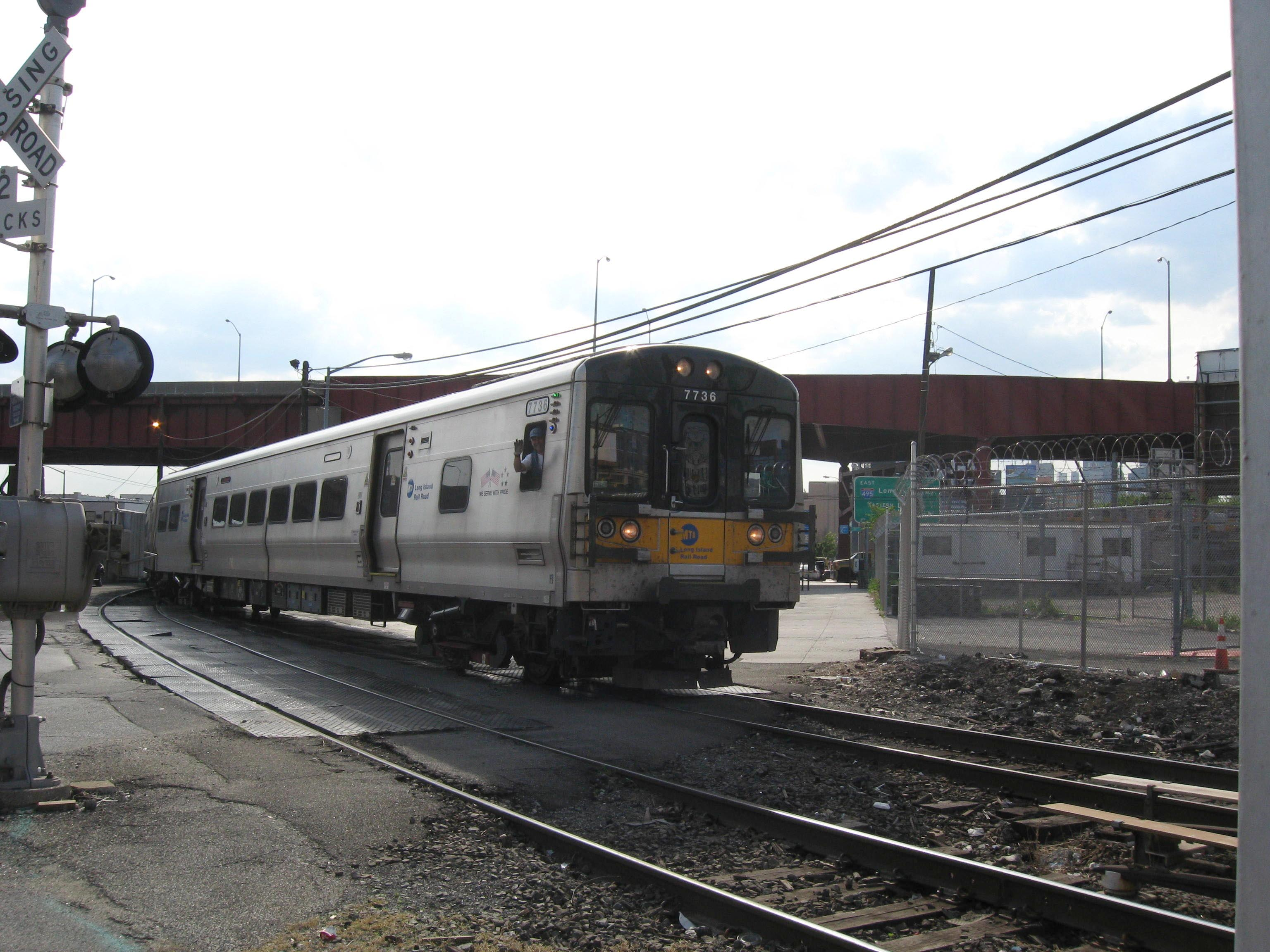
ロングアイランドシティ発の東行き列車

シティターミナルゾーンとはロングアイランド鉄道 (LIRR) の全路線のうちニューヨークにある路線のまとまりにつけられる名称である。特に、ジャマイカ駅の西にあるゾーン1（ポートワシントン支線のメッツ-ウィレッツ・ポイント駅を除く）にある全駅に言及される。

## 駅一覧
| |  |  | ペンシルベニア駅               | 地下鉄: 1 2 3（34丁目-ペン・ステーション駅 (7番街)にて）、 A C E（34丁目-ペン・ステーション駅 (8番街)にて） バス: M4、M7、M20、M34/M34A セレクト・バス・サービス、Q32 ニュージャージー・トランジット アムトラック PATH |
| |  |  | ロングアイランドシティ         | 地下鉄: 7 <7>（バーノン・ブールバード-ジャクソン・アベニューにて） バス: Q103 ニューヨーク・ウォーターウェイ |
| |  |  | ハンターズポイント・アベニュー | 地下鉄: 7 <7>（ハンターズ・ポイント・アベニューにて） バス: B62、Q67 |
| |  |  | ウッドサイド                   | LIRR: ポートワシントン支線 地下鉄: 7 <7>（61丁目-ウッドサイドにて） バス: Q18、Q32、Q53 |
| |  |  | フォレスト・ヒルズ             | 地下鉄: E F <F> M R（フォレスト・ヒルズ-71番街にて） バス: Q23、Q60、Q64 |
| |  |  | キューガーデン                 | 地下鉄: E F <F>（キュー・ガーデンズ-ユニオン・ターンパイクにて） バス: Q10、Q37、QM18 |
| |  |  | アトランティック・ターミナル   | 地下鉄: 2 3 4 5 B D N Q R W（アトランティック・アベニュー-バークレイズ・センターにて） バス: B41、B45、B63、B65、B67                                                                                                   |
| |  |  | ノストランド・アベニュー       | 地下鉄: A C（ノストランド・アベニューにて） バス: B25、B44、B65 |
| |  |  | イーストニューヨーク           | 地下鉄: L（アトランティック・アベニューにて）、 A C J Z（ブロードウェイ・ジャンクションにて） バス: B12、B20、B25、B83、Q24、Q56                                                                                       |
| |  |  | ボランズ・ランディング         | 従業員専用 |
| |  |  | ジャマイカ                     | 地下鉄: E J Z（サットフィン・ブールバード-アーチャー・アベニュー-JFKエアポートにて） バス: Q6、Q8、Q9、Q20A、Q20B、Q24、Q25、Q30、Q31、Q34、Q40、Q41、Q43、Q44、Q60、Q65 エアトレインJFK                               |
| 列車は本線（ヘンプステッド支線、オイスターベイ支線、ポートジェファーソン支線、ロンコンコマ支線）、 アトランティック支線（ファーロッカウェイ支線、ロングビーチ支線）、 モントーク支線（ウェスト・ヘンプステッド支線、バビロン支線、モントーク支線）を通ってロングアイランドを走行する。 |  |  |                                | |

### 経路
^1 シティターミナルゾーンの区間であると考えられる経路は3つある。:
- ML = 本線
  - HP = ハンターズポイント・アベニュー - クイーンズのハンターズポイント・アベニューやロングアイランド・シティへ停車する列車。この経路は平日のラッシュアワーにのみ運行されており、行き先は利用者の多い方向（朝はロングアイランドシティへ、夕方はロングアイランドシティから）である。
  - NYP = マンハッタンのペン・ステーション行き列車（イースト川トンネル経由）。
- AT = アトランティック支線（英語版） – ブルックリンのアトランティック・ターミナル駅を終点とする列車。

近い将来に、シティターミナルゾーンはイースト・サイド・アクセスの一環としてグランド・セントラル・ターミナルへの支線も含む予定である。その計画の残りが完了すれば、クイーンズのサニーサイドにある新駅が建設される予定である。